# Paul's Boutique
Paul's Boutique je druhé studiové album americké skupiny Beastie Boys. Vydáno bylo v červenci roku 1989 společností Capitol Records a spolu se členy skupiny se na jeho produkci podíleli Dust Brothers a Mario Caldato Jr.. Nahráno bylo v několika studiích, včetně losangeleského Record Plant Studios. V hitparádě Billboard 200 se umístilo na čtrnácté příčce. Časopis Rolling Stone jej zařadil na 156. místo svého žebříčku 500 nejlepších alb všech dob.

## Seznam skladeb
1. „To All the Girls“ – 1:29
2. „Shake Your Rump“ – 3:19
3. „Johnny Ryall“ – 3:00
4. „Egg Man“ – 2:57
5. „High Plains Drifter“ – 4:13
6. „The Sounds of Science“ – 3:11
7. „3-Minute Rule“ – 3:39
8. „Hey Ladies“ – 3:47
9. „5-Piece Chicken Dinner“ – 0:23
10. „Looking Down the Barrel of a Gun“ – 3:28
11. „Car Thief“ – 3:39
12. „What Comes Around“ – 3:07
13. „Shadrach“ – 4:07
14. „Ask for Janice“ – 0:11
15. „B-Boy Bouillabaisse“ – 12:34